# Pseudagrion dispar
Pseudagrion dispar là một loài chuồn chuồn kim trong họ Coenagrionidae.
Pseudagrion dispar được miêu tả khoa học năm 1951 bởi Schmidt.